# Jazz Johnson
Jaaziel Dante "Jazz" Johnson (Portland, Oregón; 26 de septiembre de 1996) es un baloncestista estadounidense que pertenece a la plantilla del Pallacanestro Orzinuovi de la Serie A2 italiana. Con 1,78 metros de estatura, juega en la posición de base.

## Trayectoria deportiva

### Universidad
Jugó dos temporadas con los Pilots de la Universidad de Portland, en las que promedió 11,4 puntos, 2,0 rebotes y 1,8 asistencias por partido. Tras comunicarle su entrenador, Terry Porter, que no contaría con tantos minutos en el futuro, optó por entrar en el portal de transferencias, acabando finalmente con los Wolf Pack de la Universidad de Nevada en Reno.
Tras cumplir el año de parón que impone la normativa de la NCAA, reemplazó al hasta entonces base titular, Kendall Stephens, que había dado el salto a profesionales, y jugó dos temporadas más, en las que promedió 13,3 puntos, 2,5 rebotes y 1,7 asistencias por encuentro. En su primera temporada fue elegido mejor sexto hombre de la Mountain West Conference por los entrenadores y la prensa especializada, mientras que en la segunda fue incluido en el segundo mejor quinteto de la conferencia.

### Profesional
El 29 de julio de 2020 firmó su primer contrato profesional con el Pallacanestro Cantù de la Lega Basket Serie A italiana.